# Cantó de Montclar
El cantó de Montclar és un cantó francès del departament d'Òlt i Garona, situat al districte de Vilanuèva d'Òlt. Té 9 municipis i el cap és Montclar.

## Municipis
- Fontgrava
- Montclar
- Montastruc
- Pinel e Autariba
- Sant Estève de Faugieras
- Sant Pastor
- Tombabuèu
- Tortrés
- Vilabramar

## Història
| Data d'elecció                           | Identitat                | Partit                                  | Qualitat |
| ---------------------------------------- | ------------------------ | --------------------------------------- | -------- |
| 1970-1976                                | M. Vierge                | MRG                                     |          |
| 1976-2001                                | François de Richemont    | divers droite, després RPR, després UDF |          |
| 2001-2008                                | Pierrette Jugie          | UDF                                     |          |
| 2008-                                    | Pierre-Jean Fougeyrollas | PS                                      |          |
| les dades anteriors no són pas conegudes |                          |                                         |          |
|                                          |                          |                                         |          |

## Demografia
| 1962  | 1968  | 1975  | 1982  | 1990  | 1999  | 2006  |
| ----- | ----- | ----- | ----- | ----- | ----- | ----- |
| 4.023 | 4.347 | 4.080 | 3.954 | 4.037 | 3.896 | 4.106 |